# В свою останню годину
«В свою останню годину» (англ. As I Lay Dying) — модерністський роман американського письменника Вільяма Фолкнера, вперше опублікований у 1930 році.

## Сюжет
Твір складається з п'ятдесяти дев'яти внутрішніх монологів п'ятнадцяти персонажів, сім з них члени родини Бандренів, а решта — сусіди й земляки, здебільшого такі самі незаможні фермери. Дія триває десять днів: перший день, коли помирає Едді, дружина Енса й мати Кеша, Дарла, Джуела, Дьюї Делл і Вардамана; два дні, коли готуються відвозити труну з небіжчицею за сорок миль до містечка Джефферсон (де вона заповіла поховати себе); шість днів великомученицької дороги крізь усілякі мислимі й немислимі стихійні перешкоди; десятий день, коли родина, поховавши Едді, спроваджує Дарла до божевільні і готується вертатись назад уже з новою місіс Бандрен, якою обзавівся господар дому.

## Український переклад
Українською мовою роман переклав Ростислав Доценко у 1986 році.